# Kanton Lorient-Centre
Kanton Lorient-Centre (francouzsky Canton de Lorient-Centre) je francouzský kanton v departementu Morbihan v regionu Bretaň. Tvoří ho pouze centrální část města Lorient.